# アクロス多摩境
アクロス多摩境（アクロスたまさかい、ACROSS Tamasakai）は、かつて東京都町田市に存在したショッピングセンター。大和ハウスグループの大和情報サービス株式会社（当時、現：大和ハウスリアルティマネジメント）が運営するショッピングセンター「アクロス」のひとつで、京王相模原線多摩境駅西口に位置していた。閉鎖後に建物は解体されて現存しない。

## 概要
「ショッピングタウン・アクロス多摩境」として、敷地内にそれぞれの店舗が別棟として立地するオープンモール形式を採っていた。そのため各店舗により住所は異なり、町田市小山ヶ丘2丁目・4丁目・5丁目にまたがっていた。
敷地南側と北側は多摩ニュータウン通りで分断されていたため、歩道橋「アクロス連絡橋」が架けられていたが、施設解体に伴い連絡橋も解体された。

## 歴史

### 施設開業から閉鎖まで
多摩境駅周辺は、多摩ニュータウンでは最も新しく開発された地域であるが、1991年（平成3年）の駅開業時には駅前には大規模商業施設はなかった。その後、1999年（平成11年）12月にアクロス多摩境が開業した。
アクロス多摩境には、オートバックス、AGスクエア、アカチャンホンポ、地元町田市の書店「久美堂」、マツモトキヨシ、チヨダが運営する靴店「シュープラザ」などが出店していた。
翌2000年（平成12年）1月には、神奈川県相模原市に本社を置く家電量販店のノジマが出店し、多摩境店を開店。同年2月には、東京都八王子市に本社を置く食品スーパーのスーパーアルプスが出店し、多摩境店（21号店）を開店した。
さらに2001年（平成13年）9月には、ファミリーレストラン「ジョイフル」町田多摩境店がオープンした。
しかし2005年（平成17年）7月には、スーパーアルプス多摩境店が、自社経営のショッピングセンター「コピオ多摩境」（小山ヶ丘4丁目5-2）へ移転した。翌2006年（平成18年）10月にはノジマも閉店し、同年11月に大和ハウスグループが八王子みなみ野駅前（みなみ野シティ）に開業したショッピングセンター「アクロスモール八王子みなみ野」へ移転した（ノジマ八王子みなみ野店として現存）。
さらに2007年（平成19年）1月28日にはマツモトキヨシが、同年2月13日にはシュープラザが閉店。アクロス多摩境開業直後に出店していたテナントの多くが撤退するという事態となった。
大和ハウスグループでは2011年（平成23年）、翌2012年（平成24年）3月をもって用地の借地契約期間が満了することから、借地契約を更新せずアクロス多摩境を閉鎖する方針としたため、残りのテナントも2011年から2012年にかけて順次撤退した。
開業時からのテナントも順次閉店し、同年2月にはオートバックスが移転（小山ヶ丘2丁目3-4、オートバックス多摩境店として現存）する形で閉店。同年10月にはAGスクエア多摩境店、11月にはアカチャンホンポ多摩境店と久美堂多摩境店が相次いで閉店した。また、スーパーアルプスの跡地に出店した会員制キッズパーク「アメイジングワールド」も同年10月に閉店している。
同年11月時点では、ヤマハ音楽教室スガナミ楽器 多摩境センター、ジョイフル町田多摩境店の2つのテナントが残存していた。しかし同年12月26日をもってジョイフルが閉店、これによりジョイフルは町田市から撤退した。

### 施設閉鎖後の跡地利用

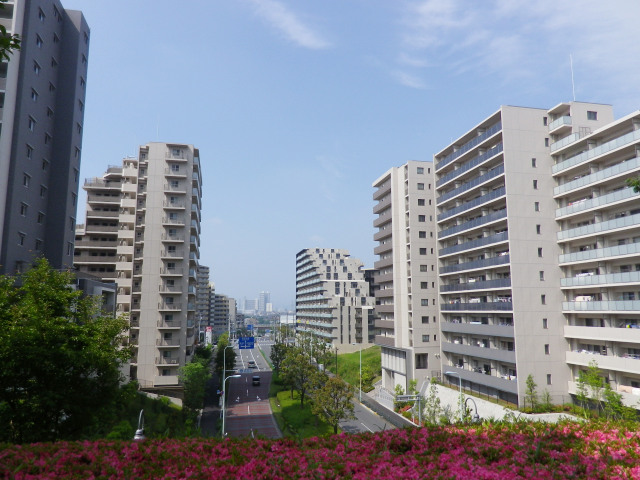
アクロス多摩境跡地に建設された大型マンション群

ヤマハ音楽教室以外のテナントが撤去してから、空きテナントとなった施設の解体が順次開始され、2012年（平成24年）1月には「アクロス連絡橋」も撤去された。最後まで残っていたヤマハ音楽教室も借地契約満了に伴い、同年3月にイトーヨーカドー南大沢店の店舗に統合される形で移転し、すべてのテナントが撤退完了した。その後にアクロス多摩境の建物はすべて解体されて更地となった。
駅前の好立地ということもあり、2012年5月にはジョイフル跡地にファミリーマート町田多摩境店（小山ヶ丘5丁目1-4）が開店、12月には久美堂跡地に西松屋町田多摩境店（小山ヶ丘5丁目1-1）が開店した。またその他の店舗跡地にも飲食店などが出店したり、マンションが続々と建設されるなどして、跡地の再利用が進んでいった。